# Xã Morley, Quận Scott, Missouri
Xã Morley (tiếng Anh: Morley Township) là một xã thuộc quận Scott, tiểu bang Missouri, Hoa Kỳ. Năm 2010, dân số của xã này là 1.714 người.